# Unitat Bubnoff
La unitat Bubnoff (abreujat B) és una unitat de velocitat igual a 1 m / 10⁶ anys. La unitat Bubnoff s'utilitza en geologia per mesurar les taxes de rebaixament de superfícies terrestres a causa de l'erosió i porta el nom del geòleg rus (alemany-bàltic) Serge von Bubnoff (1888-1957). Aquesta unitat es va definir el 1969.
En altres paraules, 1 B és igual a 1 metre erosionat en 1.000.000 d'anys, 1 mil·límetre en 1.000 anys, o un micròmetre per any. Una velocitat d'erosió d'1 B també significa que s'elimina 1 m³ de terra d'una zona d'1 km² en un any.
En comparació amb els fenòmens quotidians, l'erosió és en la majoria de circumstàncies (excloent esdeveniments ràpids com les esllavissades) un procés extremadament lent, exigint una unitat especialitzada. Per exemple, la taxa d'erosió mitjana actual sobre les superfícies terrestres s'ha estimat en 30 B (30 m en un milió d'anys). Hi ha, però, grans diferències regionals en la velocitat d'erosió; Com a exemple extrem, la zona de conques hidrogràfiques del riu Semani a Albània s'està erosionant a un ritme de gairebé 3000 B (3 mil·límetres anuals), i s'ha estimat que el riu erosiona de mitjana unes 4600 tones anuals de terra per km² en la seva conca hidrogràfica.
La unitat Bubnoff es va introduir a causa del desig d'una unitat estàndard per substituir la multitud d'unitats que s'utilitzen, com ara peus / any, centímetres / any, metres / dècada, etc. Una de les crítiques va ser que, introduint la unitat Bubnoff, enfosquiria el ritme d'erosió darrere d'una unitat que ningú, a banda d'especialistes, no entengués.

## Valors d'exemple
- Velocitat d'erosió en aigües profundes: 10 B
- Velocitat d'erosió en aigües poc profundes: ~100 B
- Velocitat d'erosió dels cràters: ~30 B, de geosinclinals 250 B
- Velocitat d'erosió de les muntanyes: fins a 10.000 B
- Velocitat d'erosió per les fluctuacions del nivell del mar: fins a 30.000 B
- Velocitat d'erosió de les falles al límit de les plaques: fins a 50.000 B